# Милош Ердељан
Милош Ердељан (Дева, 1907 — Београд, 1976) био је српски теолог.

## Биографија
Рођен је у у средишњој Румунији од оца Милана и мајке Ане, рођене Кањижа. Породица Ердељан дала је бројне свештенике Српске православне цркве међу којим је и свешетномученик Александар Ердељан (1909-1942), један од браће др Милоша Ердељана, ђакон при Саборном храму у Новом Саду, Бачки мученик убројан у Диптих Светих Српске православне цркве, убијен у Новом Саду јануара 1942. године. Боривој Ердељан, син др Милоша Ердељана и Mr. Ph. Ангелине Радонић удате Ердељан, родом из Вуковара, доајен је српског новинарства, вишегодишњи стални дописник дневног листа Политика из Каира, Јерусалима и Атине и специјални извештач са Блиског истока и Медитерана. Др Јелена Ердељан, унука др Милоша Ердељана, ћерка Боривоја Ердељана и Радмиле Несторовић удате Ердељан из Београда,редовни је професор Универзитета у Београду - Филозофског факулета на ком је у два мандата обављала дужност продекана за науку и међународну сарадњу. Оснивач је и управник Центра за студије јеврејске уметности и културе на Универзитету у Београду - Филозофском факултету.
Основно школовање Милош Ердељан завршио је у Сентандреји (Мађарска), средње у Југославији (Богословија у Сремским Карловцима), а дипломирао је 1931. на Православном богословском факултету Универзитета у Београду.
У јесен 1936. Милош Ердељан постављен је за указног асистента на катедри за Св. Писмо Старог завета Православног Богословског факултета. На овом факултету је 1940. одбранио докторску дисертацију на тему „Одељци о слузи Госпоподњем у Ис. 45-55". Услед избијања рата, др. Ердељан био је постављен за доцента тек 1947, а за ванредног професора 1957. Поред Светог писма Старог завета са библијском историјом и археологијом, предавао је и старојеврејски језик, а као велики познавалац духовне музике једно време је предавао и Црквено појање са правилом.
Након издвајања Богословског Факултета из Универзитета, декретом власти, нуђене су му разне погодности уколико би напустио БФ, али он њима није подлегао. У више мандата проф. др Милош Ердељан обављао је дужност декана и продекана Православног богословског факултета. Године 1955. рукоположен је у чин ђакона, а нешто касније и протођакона.
Владао је многим страним језицима: руским, енглеским, немачким, мађарским, бугарским а био је и одличан познавалац старих језика: старојеврејског, грчког и латинског.
Проф.др Ердељан редовно је објављивао своје научне текстове у Зборнику Православног богословског факултета. Посебно се истиче студија: „Новопронађени свитци старозаветних и других књига у близини Јерихона" из 1950, у којој први пут представља Кумранске свитке као рукописе од капиталног значаја за цивилизацију.
Залагањем благопочившег Митрополита дабробосанског Николаја (Мрђе), постхумно су објављени рукописи које је проф. Ердељан предано писао и допуњавао током свог педагошког рада: Др Милош Ердељан, „Општи увод у Свето писмо Старога завета", (у редакцији протођакона Радомира Ракића), Београд-Србиње, 2000. и Др Милош Ердељан, „Увод у Свето писмо Старога завета", Посебан увод, (у редакцији др Илије Томића), Београд-Фоча, 2008.
Библиста Милош Ердељaн био је члан комисије Светог Архијерејског синода Српске православне цркве, именоване 1968. године, за превод Новог завета. Професор Ердељан одређен за рецензента, непрекидно је учествовао у раду на преводу. То се показало веома значајним, јер је он био изузетан познавалац библијске науке, старозаветне проблематике, јеврејских језичких идиома и грчког језика.